# Lirim M. Kastrati
Lirim M. Kastrati (ur. 16 stycznia 1999 w  Hogoshti) – kosowski piłkarz, występujący na pozycji skrzydłowego, od 2025 w albańskim klubie KF Vllaznia  oraz w reprezentacji Kosowa W latach 2021–2022 piłkarz Legii Warszawa.

## Kariera klubowa

### Dinamo Zagrzeb
W latach 2020–2021 był piłkarzem Dinama Zagrzeb. 26 sierpnia 2020 zdobył pierwszego gola dla klubu w swoim trzecim występie w wyjazdowym remisie 2:2 przeciwko CFR Cluj w eliminacjach Ligi Mistrzów.

### Legia Warszawa
1 września 2021 został zawodnikiem Legii Warszawa, przeszedł z Dinama za ok. 1 milion euro. Podpisał czteroletni kontrakt, otrzymując numer 7 na koszulce. Dziesięć dni później zadebiutował w przegranym 0:1 wyjazdowym meczu ze Śląskiem Wrocław, wchodząc z ławki w 46. minucie za Kacpra Skibickiego. 15 września 2021 strzelił pierwszego gola dla Legii Warszawa w swoim drugim występie dla klubu, w wygranym 1:0 wyjazdowym meczu ze Spartakiem Moskwa w Lidze Europy. 
Po dobrym początku, obniżył loty i swoje notowania, a w sezonie 2022/2023 w prowadzonej przez Kostę Runjaicia Legii Warszawa wystąpił w tylko jednym spotkaniu. 25 sierpnia 2022 trener zapowiedział, że jest przygotowany na jego wypożyczenie. Cztery dni później zmienił swojego pracodawcę, przenosząc się na Węgry, na zasadzie wolnego transferu. Polskie media oceniły karierę piłkarza w Polsce jako nieudaną.

### Fehérvár FC
29 sierpnia 2022 Kastrati podpisał trzyletni kontrakt z klubem Fehérvár FC. Dwa dni później zadebiutował w węgierskim zespole, wchodząc na boisko w 66. minucie w miejsce Funsho Bamgboye'a, w wygranym 2:1 meczu przeciwko Kecskeméti TE.

### KF Vllaznia
W sierpniu 2025 został zawodnikiem albańskiego KF Vllaznia .

## Sukcesy

### Klubowe
Dinamo Zagrzeb
- Mistrzostwo Chorwacji: 2020/21, 2021/22
- Zdobywca Pucharu Chorwacji: 2020/21

## Statystyki kariery

### Klubowe
| Klub               | Sezon              | Liga               | Liga    | Liga   | Puchar kraju | Puchar kraju | Kontynentalne | Kontynentalne | Suma    | Suma   |
| Klub               | Sezon              | Poziom             | Występy | Bramki | Występy      | Bramki       | Występy       | Bramki        | Występy | Bramki |
| ------------------ | ------------------ | ------------------ | ------- | ------ | ------------ | ------------ | ------------- | ------------- | ------- | ------ |
| Lokomotiva Zagrzeb | 2017/18            | 1. HNL             | 14      | 3      | 1            | 0            | —             | —             | 15      | 3      |
| Lokomotiva Zagrzeb | 2018/19            | 1. HNL             | 32      | 7      | 3            | 0            | —             | —             | 35      | 7      |
| Lokomotiva Zagrzeb | 2019/20            | 1. HNL             | 34      | 11     | 5            | 0            | —             | —             | 39      | 11     |
| Lokomotiva Zagrzeb | Łącznie            | Łącznie            | 80      | 21     | 9            | 0            | —             | —             | 89      | 21     |
| Dinamo Zagrzeb     | 2020/21            | 1. HNL             | 27      | 2      | 3            | 0            | 11            | 2             | 41      | 4      |
| Dinamo Zagrzeb     | 2021/22            | 1. HNL             | 5       | 0      | 0            | 0            | 5             | 0             | 10      | 0      |
| Dinamo Zagrzeb     | Łącznie            | Łącznie            | 32      | 2      | 3            | 0            | 16            | 2             | 51      | 4      |
| Legia Warszawa     | 2021/22            | Ekstraklasa        | 15      | 0      | 3            | 1            | 5             | 1             | 23      | 2      |
| Legia Warszawa     | 2022/23            | Ekstraklasa        | 1       | 0      | 0            | 0            | —             | —             | 1       | 0      |
| Legia Warszawa     | Łącznie            | Łącznie            | 16      | 0      | 3            | 1            | 5             | 1             | 24      | 2      |
| Łącznie w karierze | Łącznie w karierze | Łącznie w karierze | 128     | 23     | 15           | 1            | 21            | 3             | 164     | 27     |

### Reprezentacyjne
| Reprezentacja | Rok     | Występy | Bramki |
| ------------- | ------- | ------- | ------ |
| Kosowo        | 2018    | 1       | 0      |
| Kosowo        | 2019    | 2       | 0      |
| Kosowo        | 2020    | 6       | 1      |
| Kosowo        | 2021    | 7       | 0      |
| Łącznie       | Łącznie | 16      | 1      |